# 銼角彎線䲁
銼角彎線䲁（學名：Helcogramma rhinoceros），為輻鰭魚綱䲁形目三鰭䲁科彎線䲁屬的一個種，分布於西太平洋區，包括越南、菲律賓、印尼至所羅門群島、東加等海域，深度0至6公尺，本魚體型小呈圓柱狀，吻部短，側面鈍，雄魚的上唇有喙狀延伸，頭部有水平的淡黃色或藍白色線，從上顎的上緣到鰓蓋, 背鰭硬棘17-18枚、背鰭軟條10-11枚、臀鰭硬棘1枚、臀鰭軟條20枚，體長可達4公分，成魚棲息在水質清澈、海藻生長的岩石區，成小群活動，雌魚產附著性卵在藻類築的巢，雄魚會守護卵，幼魚為浮游性，生活習性不明。